# Van Vliet EBH Elshof/Saison 2010
Dieser Artikel listet Erfolge und Mannschaft des Radsportteams Van Vliet EBH Elshof in der Saison 2010 auf.

## Erfolge in der Continental Tour
| Datum        | Rennen                          | Kat. | Fahrer              |
| ------------ | ------------------------------- | ---- | ------------------- |
| 22.–28. März | Gesamtwertung Tour de Normandie | 2.2  | Ronan van Zandbeek  |
| 6. Juni      | 5. Etappe Ringerike Grand Prix  | 2.2  | Christoph Pfingsten |

## Zugänge – Abgänge
| Zugänge              | Team 2009                | Abgänge                      | Team 2010                   |
| -------------------- | ------------------------ | ---------------------------- | --------------------------- |
| Thomas Berkhout      | Rabobank Continental     | Joost van Leijen             | Vacansoleil                 |
| Sander Oostlander    | Asito Craft Cycling Team | Jarno Gmelich                | Cyclingteam Jo Piels        |
| Bart van Haaren      | Koga-Creditforce Talent  | Wesley Kreder                | Rabobank Continental        |
| Remco te Brake       | Neoprofi                 | Lars Jun                     | Line Lloyd Footwear Cycling |
| Youri Havik          | Neoprofi                 | Dennis Kreder                | Line Lloyd Footwear Cycling |
| Bas Krauwel          | Neoprofi                 | Maarten den Bakker           | Karriereende                |
| Rune van der Meijden | Neoprofi                 | Arjen de Baat                | Unbekannt                   |
| Bob Schoonbroodt     | Neoprofi                 | Lars Vierbergen              | Unbekannt                   |
| Jack Vermeulen       | Neoprofi                 | Jeffrey Wiersma (bis 15.06.) | Unbekannt                   |

## Mannschaft
| Name                 | Geburtstag         | Nationalität |
| -------------------- | ------------------ | ------------ |
| Jesper Asselman      | 12. März 1990      | Niederlande  |
| Thomas Berkhout      | 22. November 1984  | Niederlande  |
| Remco te Brake       | 29. November 1988  | Niederlande  |
| Rikke Dijkxhoorn     | 5. Januar 1986     | Niederlande  |
| Bart van Haaren      | 13. November 1984  | Niederlande  |
| Yoeri Havik          | 19. Februar 1991   | Niederlande  |
| Sjoerd Kouwenhoven   | 3. November 1990   | Niederlande  |
| Bas Krauwel          | 28. Januar 1991    | Niederlande  |
| Rune van der Meijden | 23. März 1991      | Niederlande  |
| Sander Oostlander    | 25. November 1984  | Niederlande  |
| Christoph Pfingsten  | 20. November 1987  | Deutschland  |
| Bram Schmitz         | 23. April 1977     | Niederlande  |
| Bob Schoonbroodt     | 12. Februar 1991   | Niederlande  |
| Bas Stamsnijder      | 29. November 1989  | Niederlande  |
| Jack Vermeulen       | 19. Juni 1990      | Niederlande  |
| Stefan Vreugdenhil   | 28. Dezember 1989  | Niederlande  |
| Ronan van Zandbeek   | 27. September 1988 | Niederlande  |